# Miskolcs flygplats
Miskolcs flygplats (ungerska: Miskolci Repülőtér) (IATA: MCQ, ICAO: LHMC) är en liten oasfalterad flygplats i Miskolc, Ungern. Idag fungerar flygplatsen endast som en sportfacilitet, men den fungerade som inrikesflygplats mellan 1946 och 1967.